# 大鴨積命
大鴨積命（おおかもつみのみこと、生没年不詳）は、古墳時代の豪族。

## 概要
『新撰姓氏録』賀茂朝臣条において、賀茂神社を奉斎したことを伝え、『先代旧事本紀』においても崇神朝に賀茂君を賜姓されたと記される。
東大阪市の鴨高田神社で祀られている。

## 後裔
- 鴨君（賀茂朝臣）[1]